# Александров, Пётр Павлович
Пётр Павлович Александров (7 (19) марта 1873, Российская империя — 22 февраля 1952, Хельсинки, Финляндия) — русский военный деятель, полковник (1916). Герой Первой мировой войны.

## Биография
В 1891 году после окончания гимназии вступил в службу. В 1896 году после окончания Санкт-Петербургского пехотного юнкерского училища произведён подпоручики и выпущен в Кроншлотский 200-й пехотный полк. В 1900 году произведён в поручики, в 1904 году в штабс-капитаны, в 1908 году в капитаны.
С 1914 года участник Первой мировой войны, был ранен. В 1915 году произведён в подполковники, в 1916 году в полковники, штаб-офицер 200-го Кроншлотского пехотного полка.

28 июля 1915 года за храбрость награждён Георгиевским оружием: 
За то, что в ночном бою 6-го и 7-го ноября 1914 года у д. Санники, когда сблизившийся с германцами части нашего боевого порядка, под впечатлением убийственного неприятельского огня — залегли, доблестно выбежал вперёд и увлёк личным примером наш боевой порядок в атаку, увенчавшуюся занятием позиций противника
После Октябрьской революции 1917 года эмигрировал в Финляндию.
Скончался 22 февраля 1952 года в Хельсинки и похоронен на православном кладбище в районе Лапинлахти..

## Награды
- Орден Святого Станислава 3-й степени (1906)
- Орден Святой Анны 3-й степени (1910)
- Орден Святого Станислава 2-й степени с мечами (1913; ВП 8.11.1916)
- Орден Святого Владимира 4-й степени с мечами и бантом (ВП 16.05.1915)
- Орден Святой Анны 2-й степени (Мечи к ордену — ВП 16.05.1916)
- Георгиевское оружие (ВП 28.07.1915)